# Cryptographis antillia
Cryptographis antillia là một loài bướm đêm trong họ Crambidae.